# Giovanni Bianchi (vescovo)
Giovanni Bianchi (Firenze, 8 aprile 1918 – Collevalenza, 21 settembre 2003) è stato un vescovo cattolico italiano, 15º vescovo di Pescia.

## Biografia

### Ministero sacerdotale
Di famiglia operaia, ricevette l'ordinazione sacerdotale a Firenze il 6 luglio 1941 per mano del cardinale Elia Dalla Costa.
Fu per dieci anni parroco di Castelfiorentino e poi vicario generale dell'arcidiocesi di Firenze dal 1961.

### Ministero episcopale
Il 22 giugno 1964 fu nominato vescovo titolare di Seleuciana e ausiliare di Firenze da papa Paolo VI; fu consacrato vescovo l'8 settembre successivo dall'arcivescovo di Firenze Ermenegildo Florit, co-consacranti Antonio Bagnoli, vescovo di Fiesole, ed Enrico Bartoletti, vescovo ausiliare di Lucca. 
Nelle vesti di vicario generale prima e ausiliare dopo, ebbe a che fare in prima persona con don Lorenzo Milani e vi discusse in modo animato. Partecipò alla terza e quarta sessione del Concilio Vaticano II, dove fu il più giovane padre conciliare.
Il 27 giugno 1977 fu trasferito dallo stesso Paolo VI da Firenze alla diocesi di Pescia, dove rimase fino al 18 dicembre 1993.
Divenuto emerito, si trasferì a Collevalenza, presso il Santuario dell'Amore Misericordioso, dedicandosi costantemente alla preghiera e alla confessione dei fedeli, fino alla sua morte il 21 settembre 2003. Per sua volontà, fu sepolto nel cimitero di Collevalenza.

## Genealogia episcopale
La genealogia episcopale è:
- Cardinale Scipione Rebiba
- Cardinale Giulio Antonio Santori
- Cardinale Girolamo Bernerio, O.P.
- Arcivescovo Galeazzo Sanvitale
- Cardinale Ludovico Ludovisi
- Cardinale Luigi Caetani
- Cardinale Ulderico Carpegna
- Cardinale Paluzzo Paluzzi Altieri degli Albertoni
- Papa Benedetto XIII
- Papa Benedetto XIV
- Papa Clemente XIII
- Cardinale Marcantonio Colonna
- Cardinale Giacinto Sigismondo Gerdil, B.
- Cardinale Giulio Maria della Somaglia
- Cardinale Carlo Odescalchi, S.I.
- Vescovo Eugène de Mazenod, O.M.I.
- Cardinale Joseph Hippolyte Guibert, O.M.I.
- Cardinale François-Marie-Benjamin Richard
- Cardinale Pietro Gasparri
- Cardinale Clemente Micara
- Cardinale Ermenegildo Florit
- Vescovo Giovanni Bianchi